# Scorzonera humilis
Espèce
Scorzonera humilis, la Scorsonère des prés, Petite scorsonère ou Scorzonère humble, est une espèce de plante à fleurs de la famille des Astéracées (Composées).

## Description
C'est une plante herbacée.

## Liste des variétés
Selon Tropicos (5 février 2022) (Attention liste brute contenant possiblement des synonymes) :
- Scorzonera humilis var. austriaca (Willd.) DC.
- Scorzonera humilis var. austriacea (Willd.) DC.
- Scorzonera humilis var. linearifolia DC.
- Scorzonera humilis var. brevifolia DC.
- Scorzonera humilis var. latifolia DC.
- Scorzonera humilis var. linearifolia DC.

## Statut
En France, cette plante est protégée dans le Nord-Pas-de-Calais, en Alsace et dans l'Ain.